# فاندا سومطرية
فاندا سومطرية (الاسم العلمي:Vanda sumatrana) هي نوع من النباتات تتبع جنس الفاندا من الفصيلة السحلبية.